# Whitfield, Northumberland
Whitfield är en ort i civil parish Plenmeller with Whitfield, i grevskapet Northumberland i England. Orten är belägen 17 km från Hexham. Whitfield var en civil parish fram till 1955 när blev den en del av Plenmeller with Whitfield. Civil parish hade 233 invånare år 1951.